# Wacław Raczkowicz
Wacław Raczkowicz (ur. w latach 20. XV w. w Wawiórce, zm. 1460/1462) – duchowny rzymskokatolicki, biskup łucki.

## Biografia
Syn Piotra Raczkowicza z Wawiórki na Litwie. W 1451 na Wydziale Sztuk Wyzwolonych Akademii Krakowskiej uzyskał bakalaureat. Kanonik i dziekan wileńskiej kapituły katedralnej.
Kazimierz IV Jagiellończyk mianował go biskupem łuckim, co zatwierdził 10 września 1459 papież Pius II. Według brewe prekonizacyjnego Raczkowicz posiadał w chwili nominacji święcenia prezbiteriatu i miał przynajmniej 27 lat (tj. osiągnął wiek wymagany wówczas do przyjęcia sakry). Brak informacji od kogo i kiedy przyjął sakrę biskupią.
Nie zachowały się żadne informacje o jego rządach w diecezji. Zmarł najpóźniej w 1462, jednak część historyków rok jego śmierci przesuwa już na 1460.